# Lista odcinków serialu 1000 złych uczynków
Opis odcinków serialu animowanego 1000 złych uczynków.

## Sezon 1
| Nr | Data premiery | Reżyseria          | Scenariusz         | Nr w serii |  |
| --- | ------------- | ------------------ | ------------------ | ---------- |  |
| 1 | 02.03.2009    | Bartosz Kędzierski | Bartosz Kędzierski | #1,01      |  |
| |               |                    |                    |            |  |
| 2 | 09.03.2009    | Bartosz Kędzierski | Bartosz Kędzierski | #1,02      |  |
| Nadszedł pierwszy z tysiąca dni, jakie zdrajcy mają mieszkać na świecie. Poznają nowe otoczenie, swoich sąsiadów, ich codzienne zachowania. Maurycego czeka pierwszy dzień w pracy. Okazuje się, że jego szef stawia surowe warunki w firmie, a za karę (za spóźnienie) każe mu wyczyścić jego buty. Przy okazji udaje mu się pierwszy raz skłonić sekretarkę szefa do popełnienia złego uczynku. Marianna pojechała do fitness-klubu, gdzie zwracała na siebie dużo uwagi. Natalia trafiła do nowej uczelni. Nie słucha nauczycieli i naraziła się katechecie. Okazuje się, że jej wychowawcą jest superbohater (parodia Supermana). Natalia ponadto poderwała swego sąsiada, który ma już dziewczynę. Kubuś idzie do przedszkola. Poznaje tam Lesia – jego sąsiada, syna stomatologów. Namawia go do popełnienia złego uczynku na Ali, uczennicy, która naskarżyła na chłopców za gadanie podczas obiadu i picie kompotu bez pytania. Kubuś ma się następnego dnia stawić z rodzicami. Pysio węszy po całym domu i osiedlu. Wieczorem zamienia się w królika. Wszystkiemu temu przyglądał się szatan. Pod koniec dnia daje im dodatkowe zadanie – zniweczenie dobra, które znajduje się gdzieś w ich pobliżu (jest nim wychowawca Natalii – sąsiad Rogowieckich). |               |                    |                    |            |  |
| 3 | 16.03.2009    | Bartosz Kędzierski | Bartosz Kędzierski | #1,03      |  |
| Nadeszedł weekend. Czas się zrelaksować i odpocząć. Do domu Rogowieckich przyszła sąsiadka, która podarowała im na powitanie ciasto. Poinformowała ich także, że na podwórku odbędzie się sąsiedzka impreza. Wszyscy przyszli, także rodzina Rogowieckich. Był grill i oczywiście wódka, bez której nie ma imprezy. Natalia zaciągnęła Kamila za krzaki gdzie wypili całą butelkę wina i zaczęli się całować. Kubuś namówił Leszka do podpalenia samochodziku, a Marysia namówiła mamę Kamila do wypicia butelki wódki. Nauczyciel Natalii widząc to, ujrzał ich w normalnej postaci – w postaci diabłów. Jego superbohaterskie ja zaczęło wyrywać się do interwencji, przeszkodziło mu w tym jednak pojawienie się na podwórku Pysia (który, po kolejnej drzemce, zamienił się w szczura). Szef Maurycego poszedł do sklepu wędkarskiego, by zakupić tam specjalną część. Obok szefa stał przebrany Szatan (wyrwał się z piekła), który tylko marzył o takim sprzęcie. Gdy nastała noc Lucyfer nakazał Maurycemu ukraść szefowi tę część, co mu się udaje. |               |                    |                    |            |  |
| 4 | 23.03.2009    | Bartosz Kędzierski | Bartosz Kędzierski | #1,04      |  |
| Kończy się weekend. Sąsiad Rogowieckich (taksówkarz) podwozi Maurycego do pracy. Na ulicy jest jednak jeden wielki korek. Po dotarciu do pracy spotyka zestresowanego szefa. Pyta swojego pracownika o kołowrotek. On się nie przyznaje. Później chce go wziąć od sekretarki szefa, lecz ta mówi mu, że wyrzuciła go do rzeki. Po tym wszystkim Rogowiecki mówi o tym szatanowi. Ten się obraża na niego i jego "rodzinę". Każe Edwardowi zająć się wygnańcami; on za to ich pochwala. Marysia jedzie do hipermarketu. Ma pomysł na popełnienie złego uczynku i udaje się jej: celowo bierze kubek bez przyklejonego kodu kreskowego pod spodem. Gdy dochodzi do kasy, Blacka i homoseksualista (którzy stoją w kolejce za Rogowiecką) wszczynają kłótnię z powodu wolnego pracowania kasjerki z powodu kubka. Wychodząc z hipermarketu, Blacka zatrzymuje Marysię. Chce podać kasjerkę do sądu za skandaliczne zachowanie i narażenie jej zdrowia i życia. Rogowiecką prosi o zeznania w sprawie – ta się zgadza. Natalia zabiera Pysia do szkoły – chce, by szczurek pomógł jej w zdobyciu faceta (by popełniać następne złe uczynki). Kamil zauważa, że Rogowiecka jest podrywana, dlatego zrywa z jego obecną dziewczyną. Chce być z Natalią. Zrozpaczona dziewczyna domyśla się, że jej niedawny chłopak zrobił to dla innej. Widząc Natalię, mówi jej, że się na tej dziewczynie zemści. Natalia wskazuje na siostrzenicę Blackich, mówiąc, że to ona spowodowała zerwanie. Kubuś przynosi do szkoły klej wszystko klejący. Lesio przykleja Alę do podłogi. Tego samego dnia do przedszkola przyjeżdża kardiolog, by wykonać badania. Kubusiowi nic nie dolega, ale ten prosi lekarza o przepisanie jakiegoś leku na powiększenie penisa. Tymczasem w domu Rogowieckich wybucha awantura. Wszyscy mają pretensję do Maurycego, za to, że nie dostaną przepustek do piekła. Edward daje bonus Rogowieckim – samochód. Marysia go pragnęła, lecz Maurycy potrzebuje go do pracy, dzięki czemu między "małżonkami" wybucha poważna kłótnia. Ta za to proponuje seks Edwardowi za pieniądze na jeszcze jedno auto. |               |                    |                    |            |  |
| 5 | 30.03.2009    | Bartosz Kędzierski | Bartosz Kędzierski | #1,05      |  |
| Geoman przechodzi kryzys wartości i prosi o pomoc Jezusa w szkolnej kaplicy. Ten mówi mu, że bycie superbohaterem to dar. Szatan jest w depresji i szuka nowego hobby. Edward daje mu skalara, którym Szatan jest zachwycony. Małżeństwo Maurycego i Marysi przechodzi kryzys z powodu samochodu. Natalia dowiaduje się, że Kamil został aresztowany, bo w jego torbie znaleziono gaz, którym Ania spryskała oczy Wioli i pozbawiła ją wzroku. Maurycy odmawia wypłacenia odszkodowania swojej klientce. Ewcia ma kłopoty w pracy. Kamery w windzie zarejestrowały jej ucieczkę z kołowrotkiem Blackiego. Blacki zaczyna ją molestować. Kubuś denerwuje się, bo ojciec kazał mu iść ze sobą do salonu samochodowego i wybrać dla nich auto. Pysio cały czas do kogoś dzwoni z telefonu stacjonarnego, ale nikt nie chce z nim rozmawiać. Marysia załatwia sobie samochód przez taksówkarza, który daje jej wizytówkę z komisu. W komisie spotyka Sebę, który pokazuje jej wyjątkowe auto, lecz nie chce go jej sprzedać. Marysia proponuje mu seks w zamian za auto. Ania odwiedza Wiolę, która ją rozpoznaje. Grozi jej tym, że jeśli Wiola ją wyda, to Ania trwale ją okaleczy. Kubuś złości się, że musi siedzieć w foteliku. Natalia martwi się o Kamila, ale Marysia kpi sobie z niej. Cała rodzina Rogowieckich zderza się swoimi dwoma samochodami na skrzyżowaniu z powodu Ewci. Tę Geoman ratuje od wypadku. |               |                    |                    |            |  |
| 6 | 6.04.2009     | Bartosz Kędzierski | Bartosz Kędzierski | #1,06      |  |
| Marysia i Maurycy trafiają w krytycznym stanie do szpitala. Odkrywają i oburzają się tym, że Szatan nie powiedział im, że już nie są nieśmiertelni. Cudem ocaleni Natalia i Kuba ze względu że nie ma się nimi kto zająć, trafiają pod opiekę pani Kowalczyk. Rodzeństwo postanawia porozmawiać z szefem na temat wypadku, lecz zamiast niego widzą Andrasa, który informuje ich o chwilowym kryzysie szefa. W piekle powstaje strajk przeciwko klimatyzacji, która miała powstać ze względu na ugotowaniu się ukochanego skalara Szatana. Przebywający w szpitalu Rogowieccy dowiadują się, że ich pobyt nie będzie miły, ze względu na oddziałową, którą okazuje się pani Boberkowa. Gdy na ich oczach pojawia się Edward, mają do niego pretensję za to, że o mało nie zabili się w wypadku. Natalia idzie do biblioteki, i widzi tam Kamila. Postanawia mu wyjawić całą prawdę, kto i jak okaleczył Wiolę. Nagle zauważa Anię, i szybko przekonuje się, że ta nadal jest z chłopakiem, oraz że ją okłamała. Gdy wszyscy śpią, Lesio wyjmuje Pysia z akwarium, i chce mu odskrobać płetwę, czemu tamten się sprzeciwia. Przekonuje chłopca, iż jest złotą rybką i spełni jego 3 życzenia, ale żeby się spełniły, musi zaśpiewać mu kołysankę. Rano budzi się jako duży gad. Wieczorem załamana Natalia pije wino w pobliskim parku, zachowując się nagannie. Zauważa policjanta, przez którego zostaje zatrzymana. Trochę później Pysio i Kubuś idą w jej ślady, znajdując niedopite butelki wina, i również mają przez to kłopoty. Tymczasem w piekle, Edward każe Szatanowi wybrać osobę, którą oskarżą o sprzeciwieniu się woli piekła, chcąc klimatyzacji. Ich decyzja stanęła na Andrasie. W szpitalu Blaccy postanawiają zabrać Wiolę do Kopenhagi, lecz zmieniają decyzję, gdy słyszą nazwisko ich przyjaciół. Stawiają warunki lekarzom, że zmienią zdanie, jeśli Rogowieccy będą traktowani jak najlepiej. Lecz Marysia i Maurycy mają dość tego miejsca, i uciekają ze szpitala. Maurycy postanawia przeprosić Marysię, która też chce zmienić ich stosunki. Niestety w czasie ucieczki Marysia wypada ze szpitalnego łóżka, i Maurycy łapie taksówkę, a Szatan mimo sprzeciwów instaluje w swoim pomieszczeniu klimatyzację. |               |                    |                    |            |  |
| 7 | 20.04.2009    | Bartosz Kędzierski | Bartosz Kędzierski | #1,07      |  |
| Pan Antoni przeprowadza poważną rozmowę ze swoim homoseksualnym synem. Naciska, że rodzina jest najważniejsza i musi sobie w końcu znaleźć dziewczynę. Jednak szybko żałuje tego co powiedział i postanawia go przeprosić. Marysia i Maurycy zastają pusty dom. Chcąc zapytać gdzie jest reszta, zastają w telewizji Edwarda, który ma do nich pretensje, że wyszli ze szpitala, jednak Szatan jest innego zdania. Po rozmowie, Rogowieccy udają się na komendę, po dzieci i Pysia. Ewa budzi się u pana Alberta, i jest jej głupio, że narobiła kłopotu. Postanawia pocałować go w podzięce, a całemu zdarzeniu przygląda się pani Mila. Tymczasem Kuba i Natalia mają kłopoty na komisariacie. Z opresji wybawiają ich rodzice, lecz są oburzeni, gdy dowiadują się, iż nie dostaną Pysia. Ten sam komisarz dostaje informacje o geju, którym jest syn pana Antoniego. Gdy idzie go bić,Adam rozpoznaje go i prosi, by ten powiedział, że go zna. Lecz niestety Jędrek (komisarz) nie przyznaje się do niego i pięściami wymierza mu sprawiedliwość. W piekle, Szatan używa klimatyzacji, lecz niestety kończy się na tym, że nie może się ruszyć. Ewa ulega zastraszeniu przez Sebę, ale w porę ratuje ją Albert. Maurycy jest załamany, bo dowiaduje się, że nie dostanie odszkodowania. Marysia kpi sobie z Natalii, która zwierza jej się, że chyba się zakochała w Kamilu, i pyta ją, co ma zrobić z Anią. Lecz gdy poważnieje, proponuje jej się przestawić na dziewczyny. Pani Krysia wchodzi do pokoju Kamila, i widzi tam szokujący widok : Jej syn uprawia seks z Anią. Maurycy w jednym z barów upija się z Jędrkiem, oglądając jednocześnie wywiad z panią Krystyną, która wyjawia, że nie chce widzieć już dziewczyny Kamila w swoim domu. Ania zaś przekonuje Kamila że matka nie jest mu już potrzebna. Kubuś idzie ze swoją grupą z przedszkola do zoo. W drodze dowiaduje się, że Lesio ma zakaz rozmawiania z nim. Za pomocą szantażu jednak, odzyskuje przyjaźń. Ewa składa wypowiedzenie Blackiemu, który nie chce o tym słyszeć. Mówi, że jeśli ona odejdzie, on zgłosi kradzież kołowrotka na policję. Sekretarka próbuje się ratować Albertem, lecz on nie odbiera jej telefonu, a Blacki znowu ją gwałci. W zoo, dzieci idą oglądać kozy, a jedna z nich atakuje Kubusia. Okazuje się, że jest nią Pysio. W domu, Rogowieccy uprawiają seks, a przy okazji przeprowadzają rozmowę. Dochodzą do wniosku, że nie mają problemów, i mogliby żyć na Ziemi. Do Maurycego dzwoni Kuba z informacją, że znalazł Pysia. Natalia postanawia porozmawiać z Anią, na temat Kamila. W pewnym momencie Ania grozi jej, że jeśli ta coś zrobi nie tak, zrobi jej krzywdę. W więzieniu Jędrek chce przeprosić Adama, lecz gdy wchodzi jeden z policjantów zaczyna go bić. Sąsiad Rogowieckich zauważa graffiti na swoim garażu. Sprawdza film z monitoringu, i posądza Alberta o to przestępstwo. |               |                    |                    |            |  |
| 8 | 27.04.2009    | Bartosz Kędzierski | Bartosz Kędzierski | #1,08      |  |
| Złotówa dzwoni do studia telewizyjnego z ofertą niezwykłego filmu z monitoringu, jednak nie ma dowodów, na udowodnienie że Geoman naprawdę istnieje. Za niezwykłą sumę, postanawia nakręcić o nim reportaż. W domu Rogowieckich panuje smród, z powodu Pysia, który zamienił się w kozła. W odpowiedzi na pytanie, słyszą, że muszą go wykastrować. Natalia ma dość smrodu panującego w domu i idzie do szkoły. Tam spóźnia się na katechezę, na której tematem jest zakładanie rodzin. Ta pyta o rodziny homoseksualne. Lecz katecheta jest zdenerwowany, bo myśli, że znowu robi sobie z niego żarty. Dziewczyna, słuchając się porady Marysi, głośno oznajmia że jest lesbijką, co powoduje w klasie wielkie poruszenie. Tymczasem w domu, Maurycy wygrywa z Marysią gry w kości, a to oznacza, że ta musi wykastrować zwierzę. Jest przerażona tym faktem, dlatego każda próba nie udaje jej się. Lesio próbuje poznać tajemnicę dotyczącą Pysia. W przedszkolu pyta Kubusia, czy to prawda, że Pysio jest kilkoma zwierzętami. Kubuś zaprzecza, bojąc się, iż Lesio pozna całą prawdę, ale ten się obraża i postanawia nadal kontynuować swoje śledztwo. W domu, Pysio zaczyna domyślać się, do czego zmierza Marysia, ale nie dopuszcza do siebie tego faktu. Natalia, jest zdenerwowana, że jej orientacja zaczęła być głównym tematem szkoły. Poznaje jedną dziewczynę, Patrycję, z którą umawia się do kina. Maurycy zapewnia Złotówie odszkodowanie i pyta szefa o zdanie. Jest zszokowany, gdy widzi tam dyrektora gwałcącego Ewcię, który się z tym nie kryje. Później, znowu widzi się z szefem, który żartuje z jego sekretarki, która jest tuż obok. Gdy widzi, że Maurycy się z niej śmieje, jest załamana. Dociera do niej, że przez cały czas był taki, jak inni mężczyźni. Złotówa wtedy przypomina sobie skąd kojarzy Ewę. Tymczasem Lesio chce ukraść z Alą Pysia, by dowiedzieć się prawdy. Ta niechcący wydaje ten fakt przed Kubą, i Lesio ją uderza. Pani przedszkolanka zauważa, że Kuba to nie jest zwyczajny przedszkolak, i mówi mu to wprost, oraz że ma zły wpływ na inne dzieci. Złotówa zleca Sebie porwanie Ewci, której Geoman pomóc nie może. Marysi już prawie udaje się wykastrować Pysia, ale nagle bierze ją sumienie. Wie, że gdyby to zrobiła, Maurycy by jej tego nie wybaczył. W kinie, Natalia ogląda film: Włatcy móch z Patrycją, która posuwa się coraz bardziej. W końcu dochodzi do tego, że się całują. Okazuje się też, że Ania knebluje Panią Krysię (mamę Kamila). |               |                    |                    |            |  |
| 9 | 4.05.2009     | Bartosz Kędzierski | Bartosz Kędzierski | #1,09      |  |
| Szatan po nadmiernym wypiciu alkoholu rano źle się czuje, w komnacie panuje totalny nieład, a to wszystko musi ogarnąć Edward. W końcu jednak ma dość i postanawia odejść. Marysia i Maurycy postanawiają zbudować oborę dla Pysia, ale nie mają pojęcia, jak go zmusić żeby tam zamieszkać. Jednak znowu wszystko spada na Marysię, lecz ta nie bardzo musi się starać, bo po pewnym czasie Pysio domyśla się sam. Tymczasem Carlos daje szefowi piekła kartkę od Edwarda, który oznajmia, że nie odchodzi, lecz idzie na zaległy urlop. W przedszkolu, Kubuś pali papierosa w toalecie i zostaje w niej zamknięty przez Lesia. Musi wyjaśnić tajemnicę dotyczącą Pysia, by wyjść. Jednak zjawia się pani przedszkolanka. Pyta, czy Kubuś palił papierosa, jednak ten całą winę zwala na Lesia. W szkole, Natalia znowu naraża się katechecie. W telewizji Seba i Złotówa oglądają wiadomości o katastrofie samolotu. Wiedzą, że to Geoman, i znowu dzwonią do niego, lecz ten nie może odebrać. Jako nauczyciel ma pretensje do Natalii, za naganne zachowanie. Tymczasem robotnicy, prowadzą dyskusję, po co Marysi kozioł. Dochodzą do wniosku, że Maurycy nie ma czasu, i jego żona musi zaspokajać swoje potrzeby z kozłem. W przedszkolu Kuba obiecuje Lesiowi, że wyjawi mu tajemnicę, jeśli ten weźmie winę za papierosy na siebie. Po lekcjach idą do obory i próbują rozmawiać z Pysiem, ale ten się nie odzywa. Lesio więc obraża się na Kubę. Okazuje się, że przez cały czas próbowali rozmawiać z jego (Pysia) " dziewczyną ". Tymczasem pani Krystyna uwalnia się z knebla. |               |                    |                    |            |  |
| 10 | 11.05.2009    | Bartosz Kędzierski | Bartosz Kędzierski | #1,10      |  |
| Gdy Edward wraca do piekła, zostaje okradziony z walizek przez Złotówę, a Szatan z BMW. Anna jest wściekła na Kamila, że jego matka uciekła. Ewcia spędza wieczór z Albertem. W telewizji jest pokazany Adam, który był bardzo bity przez Jędrzeja. Kamil i Anna szukają matki Kamila, ale okazuje się, że Pani Krystyna schroniła się u Rogowieckich. Adam mści się na Jędrzeju za to że go bił, a ten mówi że go zabije. Pobitego policjanta pokazują w TV. Dziewczyna Pysia dała mu kosza. Lesio robi u Kubusia za niewolnika. Wychodzi na jaw, że Szatanowi odpadły rogi i od jakiegoś czasu używał kleju do ich przymocowania. Ewcia wściekła się na Maurycego i wzywa Geomana. Przychodzi technik budowlany, który został wezwany z powodu wybudowania bez odpowiedniej zgody drugiego domu dla Pysia. Pani Krystyna idzie na Policje by powiadomić, że Syn i Anka ją torturowali. Natalia i Patrycja w parku spotykają Adama, którego Patrycja uważa za Skina. W obawie przed atakiem mówi, że nie chodzi z Natalią, a Adam dopuszcza się przemocy. U Rogowieckich jest smutny dzień. Maurycy trochę przypieczony przez Geomena, Marysia została użądlona przez pszczołę, Kubuś ma rozbitą głowę, a Natalię, którą pobito, boli brzuch. Okazuje się, że Pysio tym razem jest pszczołą, której panicznie boi się Marysia. Adam wraca do domu z ogoloną głową. Jędrzej, z powodu stresu, popełnia samobójstwo. Podczas końca odcinka Seba i Złotówa są na pustyni w Piekle. |               |                    |                    |            |  |
| 11 | 18.05.2009    | Bartosz Kędzierski | Bartosz Kędzierski | #1,11      |  |
| Maurycy zabija osę, którą jest Pysio i spuszcza ją w klozecie. Pysio trafia do piekła jako demon i spotyka Carlosa. Ten wita go imieniem Fintifluch, czego Pysio nie rozumie. Pysio idzie do szatana i zostaje z powrotem wysłany na ziemię jako pies. Antoni jest dumny ze swojego syna i jego nowych idei. Państwo Rogowieccy zostają brutalnie ukarani przez szatana. Muszą sami spłacać hipotekę za dom. Kiedy dostają upomnienie od Banku postanawiają się ochrzcić! Niestety mają problem z rodzicami chrzestnymi, gdyż nie mają ślubu. Państwo Blaccy są oburzeni zachowaniem księdza. Albert traci swoje moce. Staje się zwyczajnym człowiekiem. Urozmaica swoje życie seksualne z Ewcią. Na komisariacie Kamil i Ania są oskarżeni przez panią Krystynę. Ale nagle jej syn jest zawiedziony zachowaniem jego dziewczyny i staje po stronie matki. |               |                    |                    |            |  |